# 山田大輔 (写真)
山田大輔（やまだ だいすけ、1966年 - ）は日本の写真家。
2002年より、東京綜合写真専門学校の非常勤講師。

## 経歴
愛知県生まれ。早稲田大学第一文学部除籍。東京綜合写真専門学校研究科修了。
1998年、第12回ひとつぼ展(写真)入選。2000年、写真新世紀特別賞受賞。